# Дьєпп (Нью-Брансвік)
Дьєпп (англ. Dieppe) — місто в Канаді, у провінції Нью-Брансвік, у складі графства Вестморленд.

## Населення
За даними перепису 2016 року, місто нараховувало 25384 особи, показавши зростання на 8,9%, порівняно з 2011-м роком. Середня густина населення становила 469,6 осіб/км².
З офіційних мов обидвома одночасно володіли 18 510 жителів, тільки англійською — 4 300, тільки французькою — 2 175, а 40 — жодною з них. Усього 775 осіб вважали рідною мовою не одну з офіційних, з них 5 — одну з корінних мов, а 15 — українську.
Працездатне населення становило 70,7% усього населення, рівень безробіття — 6,7% (7,8% серед чоловіків та 5,6% серед жінок). 89,6% осіб були найманими працівниками, а 9% — самозайнятими.
Середній дохід на особу становив $48 005 (медіана $39 582), при цьому для чоловіків — $55 451, а для жінок $41 167 (медіани — $45 636 та $34 206 відповідно).
22,8% мешканців мали закінчену шкільну освіту, не мали закінченої шкільної освіти — 13,6%, 63,6% мали післяшкільну освіту, з яких 44,8% мали диплом бакалавра, або вищий, 165 осіб мали вчений ступінь.
| Статево-вікова структура населення | Статево-вікова структура населення | Статево-вікова структура населення | Статево-вікова структура населення | Статево-вікова структура населення |
| ---------------------------------- | ---------------------------------- | ---------------------------------- | ---------------------------------- | ---------------------------------- |
|                                    |                                    |                                    |                                    |                                    |
| Всього                             | Всього                             | 48,5%51,5%                         |                                    |                                    |
| 0 — 14 років                       | 0 — 14 років                       |                                    | 18,1%                              | 18,1%                              |
| 15 — 64 років                      | 15 — 64 років                      |                                    | 67,7%                              | 67,7%                              |
| 65 і більше                        | 65 і більше                        |                                    | 14,1%                              | 14,1%                              |
| 85 і більше                        | 85 і більше                        |                                    | 1,9%                               | 1,9%                               |
| 100 і більше                       | 100 і більше                       |                                    | 0%                                 | 0%                                 |
| Середній вік (років)               | Середній вік (років)               | 37,940,5                           | 39,2                               | 39,2                               |
| Медіана (років)                    | Медіана (років)                    | 37,840,2                           | 39,1                               | 39,1                               |
| — чоловіки — жінки                 |                                    |                                    |                                    |                                    |

| Походження мешканців:     | Походження мешканців:     | Походження мешканців: | Походження мешканців: | Походження мешканців: |
| ------------------------- | ------------------------- | --------------------- | --------------------- | --------------------- |
| Походження                |                           |                       | осіб                  | %                     |
| Корінні американці        | Корінні американці        |                       | 1 220                 | 4.91%                 |
| Інше північноамериканське | Інше північноамериканське |                       | 17 970                | 72.26%                |
| Європейське               | Європейське               |                       | 12 475                | 50.16%                |
| британське                | британське                |                       | 5 375                 | 21.61%                |
| французьке                | французьке                |                       | 9 020                 | 36.27%                |
| українське                | українське                |                       | 110                   | 0.44%                 |
| Латинськоамериканське     | Латинськоамериканське     |                       | 105                   | 0.42%                 |
| Карибське                 | Карибське                 |                       | 50                    | 0.2%                  |
| Африканське               | Африканське               |                       | 365                   | 1.47%                 |
| Азійське                  | Азійське                  |                       | 725                   | 2.92%                 |

| Зайнятість населення за галузями (за класифікацією NOC): | Зайнятість населення за галузями (за класифікацією NOC): | Зайнятість населення за галузями (за класифікацією NOC): | Зайнятість населення за галузями (за класифікацією NOC): | Зайнятість населення за галузями (за класифікацією NOC): |
| -------------------------------------------------------- | -------------------------------------------------------- | -------------------------------------------------------- | -------------------------------------------------------- | -------------------------------------------------------- |
|                                                          |                                                          |                                                          |                                                          |                                                          |
| Управління                                               | Управління                                               |                                                          | 10,7%                                                    | 10,7%                                                    |
| Бізнес, фінанси та адміністрування                       | Бізнес, фінанси та адміністрування                       |                                                          | 16,8%                                                    | 16,8%                                                    |
| Природничі та прикладні науки                            | Природничі та прикладні науки                            |                                                          | 7%                                                       | 7%                                                       |
| Охорона здоров'я                                         | Охорона здоров'я                                         |                                                          | 10,2%                                                    | 10,2%                                                    |
| Освіта, правозахист, муніципальні та урядові служби      | Освіта, правозахист, муніципальні та урядові служби      |                                                          | 15,1%                                                    | 15,1%                                                    |
| Мистецтво, культура, відпочинок та спорт                 | Мистецтво, культура, відпочинок та спорт                 |                                                          | 2,6%                                                     | 2,6%                                                     |
| Роздрібна торгівля та послуги                            | Роздрібна торгівля та послуги                            |                                                          | 23,6%                                                    | 23,6%                                                    |
| Гуртова торгівля, транспорт та обладнання                | Гуртова торгівля, транспорт та обладнання                |                                                          | 11,2%                                                    | 11,2%                                                    |
| Природні ресурси, сільське господарство                  | Природні ресурси, сільське господарство                  |                                                          | 1%                                                       | 1%                                                       |
| Виробництво                                              | Виробництво                                              |                                                          | 1,8%                                                     | 1,8%                                                     |

## Клімат
Середня річна температура становить 5,9°C, середня максимальна – 23,5°C, а середня мінімальна – -14,5°C. Середня річна кількість опадів – 1 172 мм.
| Клімат поселення                              | Клімат поселення | Клімат поселення | Клімат поселення | Клімат поселення | Клімат поселення | Клімат поселення | Клімат поселення | Клімат поселення | Клімат поселення | Клімат поселення | Клімат поселення | Клімат поселення | Клімат поселення |
| Показник                                      | Січ.             | Лют.             | Бер.             | Квіт.            | Трав.            | Черв.            | Лип.             | Серп.            | Вер.             | Жовт.            | Лист.            | Груд.            |                  |
| Середній максимум, °C                         | −2,52            | −1,3             | 3,64             | 10,11            | 16,96            | 22,14            | 23,53            | 22,70            | 18,07            | 12,10            | 6,30             | −0,85            |                  |
| Середня температура, °C                       | −8,51            | −7,3             | −2,35            | 4,12             | 10,98            | 16,15            | 19,45            | 18,61            | 13,98            | 8,00             | 2,20             | −4,94            |                  |
| Середній мінімум, °C                          | −14,49           | −13,27           | −8,32            | −1,86            | 5,00             | 10,16            | 15,37            | 14,52            | 9,90             | 3,92             | −1,88            | −9,03            |                  |
| Норма опадів, мм                              | 106              | 87               | 107              | 89               | 97               | 101              | 101              | 85               | 87               | 99               | 102              | 111              |                  |
| Середньомісячна швидкість вітру, м/с          | 4.24             | 4.14             | 4.29             | 4.17             | 3.79             | 3.35             | 3.08             | 2.96             | 3.24             | 3.65             | 3.95             | 4.27             |                  |
| Середньомісячна сонячна радіація, кДж/м²·день | 5117             | 8464             | 12017            | 15049            | 18198            | 20249            | 19955            | 17506            | 13225            | 8374             | 4886             | 3822             |                  |
| --------------------------------------------- | ---------------- | ---------------- | ---------------- | ---------------- | ---------------- | ---------------- | ---------------- | ---------------- | ---------------- | ---------------- | ---------------- | ---------------- | ---------------- |
| Джерело:                                      |                  |                  |                  |                  |                  |                  |                  |                  |                  |                  |                  |                  |                  |